# Paullinia fissistipula
Paullinia fissistipula är en kinesträdsväxtart som beskrevs av Macbride. Paullinia fissistipula ingår i släktet Paullinia och familjen kinesträdsväxter. Inga underarter finns listade i Catalogue of Life.